# Капітан Марвел (Marvel Comics)
Капітан Марвел (англ. Captain Marvel) — ім'я декількох персонажок та персонажів з коміксів американського видавництва Marvel Comics.

## Історія публікацій
Після судового розгляду, у котрім DC Comics подали у суд на видавництво Fawcett Comics за порушення авторських прав, стверджуючи, що їх Капітан Марвел був занадто схожий на Супермена, після чого Fawcett Comics перестали публікувати Капітана Марвела. Наприкінці шестидесятих Marvel Comics отримала торгову марку «Капітан Марвел», змушуючи DC називати свої комікси про їх Капітана Марвела «Shazam!»
Щоб зберегти їх товарний знак, Marvel публікували випуски з назвою «Капітан Марвел» кожний рік або два, що привело до ряду серій що тривають, обмежених серій та коротких випусків, котрі показують кілька персонажів, що використовують псевдонім Капітан Марвел.
Перший Капітан Марвел, створений Стеном Лі і Джином Коланом, дебютував у Marvel Super-Heroes № 12 (грудень 1967). Цей персонаж був інопланетним офіцером, капітаном Мар-Веллом у Імператорській поліції Кріі, котрий був надісланий на планету Земля спостерігати за тим, як розвивається технологія подорожі у просторі. Мар-Велла зрештою стомлюють злі наміри свого керівництва, і він стає на бік Землі, після чого Імперія Кріі називає його зрадником. Відтоді Мар-Велл змагається, щоб захистити Землю від всіх погроз.
Пізніше він був перероблений Роєм Томасом і Гілом Кейном. Мар-Велла послали у Негативну зону Верховним Розумом, єдиним способом тимчасово покинути її був обмін місцями з Ріком Джонсом за допомогою спеціальних браслетів, які називались Нега-браслетами.
Marvel дозволило Джиму Старліну концептуально переробити персонажа, хоча його поява була мало змінена. Мар-Велл звільняється з Негативної зони та стає космічним чемпіоном, «Захисником Всесвіту», призначеним космічною сутністю по імені Еон. Разом Мар-Велл і Рік продовжують битися зі злом, у тому числі з Таносом. Мар-Велл став близким союзником титанів, і одна з них, Елізіус, стала його коханкою.
Його кар'єра була перервана, коли він захворів раком у результаті раньої дії токсичного нервово-паралітичного газу під час битви з Нітро. Він помер від раку на Титані у присутності супергеройскої спільноти Всесвіту Marvel, це написане у першій широкоформатній графічній новелі Marvel Comics «Смерть Капітана Марвела».

## Альтернативні версії

### Моніка Рамбо
Другим Капітаном Марвелом була Моніка Рамбо, лейтенантка берегової охорони з Нового Орлеана, котра мала здібність трансформувати себе в різноманітну форму электромагнітної енергії. Її сили були змінені на короткий час так, що вона не могла трансформуватися у енергію, але замість цього могла генерувати силові поля. Через деякий час її здібності енергетичного перетворення були повернені божественною сутністю, яку звали Незнайомець. Моніка входила у склад Месників і деякий час була їх  лідером. Упродовж довгого часу вона використокувала ім'я Фотон, поки Геніс-Велл не приймає те ж ім'я. Геніс-Велл і Моніка обговорюють це питання і Моніка вирішує назваться Пульсар.

### Геніс-Велл
Третім Капітаном Марвелом був штучно створений генетичний син Мар-Велла, якого звали Геніс-Велл. Він, як і його тато, носив Нега-браслети, володів Космічними знаннями та впродовж деякого часу володів зв'язком з Ріком Джонсом. Згодом Геніс сходить з розуму і погрожує знищити Всесвіт.
Після смерті та воскресіння з таємною допомогою Барона Гельмута Земо, Геніс-Велл приєднується до Громовержця Фотона. У його прискореному воскресінні Земо зв'язав Геніса з кінцями часу, що призвело до дегенеративного впливу на Всесвіт. Щоб запобігти неминучої гибелі всього живого, Земо розкидує частини тіла Геніс-Велла через час та Темний вимір.

### Файла-Велл
Четвертим Капітаном Марвелом була Файла-Велл, молодша сестра Геніс-Велла. Вона була створена, коли Геніс відроджує всесвіт і створює різноманітні аномалії, котрі призводять до того, що його мати була повернена до життя та народила його сестру Файлу.
Під час події Анігіляції Файла-Велл б'ється разом з Об'єднаним фронтом Нова у спробі зупинити руйнівну армію Аннігілуса. Вона стає новим Квазаром після того, як попередній був вбитий Аннігілусом. Пізніше стає одним із членів нової команди Вартових Галактики.
Файла має надлюдську силу. Вона може стріляти енергетичними вибухами, літати і поводитися як «енергетична губка», що вбирає різну енергетичну атаку, направлену на неї і повертає їх у вигляді енергетичних вибухів. Файла також володіє Космічними знаннями і є досвідченим бійцем.

### Кхн'нр
П'ятим Капітаном Марвелом був Кхн'нр агент Скруллів, котрий схрестився з ДНК Мар-Велла, щоб зафіксувати себе у формі супергероя і використовує технологічні копії його Нега-браслетов. Тим часом, його психічна підготовка була невдалою, у результаті чого особистість Кхн'нра була стерта, залишилась тільки особистість Мар-Велла котра почала домінувати. Під час Таємного вторгнення цей персонаж вирішує змагатися проти Скруллів.

### Нох-Варр
У рамках сюжету Dark Reign (Темне правління) представник раси Кріі Нох-Варр приєднався до нової команди Темних Месників під псевдонімом Капітан Марвел.

### Керол Денверс
У липні 2012 року Керол Денверс — супергероїня, відома як Міс Марвел, взяла на себе мантію Капітана Марвела у серії, створеній письменницею Келлі Сью ДеКоннік та художником Дехтером Соєм.